# Yücel İldiz
Yücel İldiz (* 4. Juni 1953 in Adana) ist ein türkischer Fußballtrainer.

## Karriere
Yücel İldiz trainierte zu Beginn seiner Karriere İskenderunspor. Seine nächste Trainerstation folgte sechs Jahre später bei Hatayspor. Es folgten kurze Amtszeiten bei: Diyarbakırspor, Adanaspor, Adana Demirspor, Şanlıurfaspor und Malatyaspor. Während dieser Zeit arbeitete er mehrmals erneut für Hatayspor und Diyarbakırspor.
Seinen ersten großen Erfolg als Trainer hatte İldiz in der Saison 2000/01 mit Malatyaspor. Mit einem 4:2-Sieg nach Elfmeterschießen im Play-off-Finale gelang es seiner Mannschaft, den letzten Aufstiegsplatz zu sichern und fortan in der Süper Lig zu spielen. Mit Orduspor stieg er in der Saison 2004/05 von der 3. Liga in die 2. Liga auf. Seiner Mannschaft stellte dabei mit 17 Siegen in Folge einen neuen Rekord in der 3. Liga auf. Nach drei Jahren in Ordu ging er nach Samsunspor und danach zurück zu Orduspor. Beide Spielzeiten waren eher erfolglos.
Zu Beginn der Saison 2009/10 unterschrieb İldiz beim Zweitligisten Kardemir Karabükspor. Ihm gelang es im ersten Jahr mit Karabükspor in die Süper Lig aufzusteigen. In seinem ersten Süper-Lig-Jahr mit Karabükspor beendete man die Saison auf dem 9. Platz. Die Saison 2011/12 startete schlecht für seine Mannschaft. In den ersten zehn Spielen gab es sechs Niederlagen und man belegte den 16. Platz, weshalb İldiz nach zwei Jahren in Karabük zurücktrat.
Zur Saison 2012/13 einigte sich der erfahrene Trainer mit dem Zweitligisten Karşıyaka SK. Doch bevor die Saison begann, kündigte İldiz seinen Kontrakt. Der Grund für die Kündigung war, dass die vom Trainer gewünschten Spielerverpflichtungen nicht getätigt wurden.
Für die Saison übernahm ern den Zweitligisten Adana Demirspor. Nach dem 12. Spieltag trat İldiz von seinem Posten als Chef-Trainer von Adana Demirspor zurück.
Zur Saison 2015/16 übernahm er aus der TFF 1. Lig den Aufsteiger Yeni Malatyaspor. Nach einem sowohl aus Vereinssicht als auch aus eigener Sicht enttäuschendem Saisonstart wurde İldiz' Vertrag nach gegenseitigem Einvernehmen im Oktober 2015 aufgelöst.
Ende Dezember 2015 wurde er zum zweiten Mal in seiner Laufbahn beim Zweitligisten Kardemir Karabükspor als Cheftrainer verpflichtet. Zum Saisonende führte er die Mannschaft zur Vizemeisterschaft und damit erneut zur Süper Lig. Nach diesem Erfolg verließ er den Verein wieder.
Im November 2016 übernahm er den Zweitligisten Giresunspor. Mit diesem Verein spielte er um die Meisterschaft und damit den direkten Aufstieg in die Süper Lig mit und verfehlte diesen in letzten Spieltagen. Stattdessen qualifizierte er sich mit Giresunspor für die Play-offs der 1. Lig, in der der letzte und Aufsteiger der K.-o.-System bestimmt wurde. Hier scheiterte er mit seinem Team im Halbfinale an Eskişehirspor. Zur neuen Saison erhielt er keine Vertragsverlängerung und wurde durch Metin Diyadin abgelöst. Im September 2017 wurde er bei Eskişehirspor als neuer Trainer vorgestellt.
Bei Eskişehirspor wurde der Vertrag im April 2018 vorzeitig gekündigt. Nach einer sechsmonatigen Pause unterschrieb İldiz im Oktober 2018 beim ambitionierten Ligarivalen Denizlispor. In 24 Begegnungen verlor er mit Denizlispor lediglich ein Spiel, sodass İldiz mit der Mannschaft die Meisterschaft der TFF 1. Lig 2018/19 und den Aufstieg in die Süper Lig feiern konnte. 
In der Süper Lig begann die Mannschaft mit einem 2:0-Heimsieg gegen den Vorjahresmeister Galatasaray Istanbul, gefolgt von einem weiteren 2:0-Erfolg gegen Antalyaspor. In den darauffolgenden fünf Spielen konnte er keinen Sieg einfahren, sodass Denizlispor nach dem siebten Spieltag und der 5:1-Niederlage gegen Malatyaspor die Entlassung İldiz' bekanntgab. 

## Erfolge als Trainer
Malatyaspor
- Play-off-Sieger der TFF 1. Lig und Aufstieg in die Süper Lig: 2000/01

Orduspor
- Meister der TFF 2. Lig und Aufstieg in die TFF 1. Lig: 2004/05

Kardemir Karabükspor
- Meister der TFF 1. Lig und Aufstieg in die Süper Lig: 2009/10
- Vizemeister der TFF 1. Lig und Aufstieg in die Süper Lig: 2015/16

Denizlispor
- Meister der TFF 1. Lig und Aufstieg in die Süper Lig: 2018/19